# パロンベ県
パロンベ県 (パロンベけん、Phalombe district) は、マラウイ南部州にある県であり、中心となる都市もパロンベ (Phalombe Town) である。

## パロンベ県
1,394 km²の面積と、23万1990人の人口を擁する県である。また、ゾンバ県およびムランジェ県と隣接しているほか、県東部はモザンビークとの国境となっている。